# گمینا جکوویتس
گمینا جکوویتس (به لهستانی:  Gmina Dzikowiec) یک گمینا در لهستان است که در شهرستان کولبوشووا واقع شده‌است. گمینا جکوویتس ۱۲۱٫۶۶ کیلومتر مربع مساحت و ۶٬۴۴۰ نفر جمعیت دارد.